# Горњи Постолар
Горњи Постолар (грч. Άνω Απόστολοι, Ано Апостоли) је насељено место у општини Кукуш у периферији Средишња Македонија, Грчка. Према попису из 2021. године било је 202 становника.
Према бугарском географу и историчару, Василу Канчову, у Постолару је 1900. године живело 240 Словена хришћана и 50 Рома. До 1924. године село Постолар је било једно насеље, када су у његовој близини подигнуте две махале (Горњи и Средњи Постолар) где су насељене грчке избеглице из Турске. На попису из 1928. године Горњи Постолар је имао 442 становника.